# Powiat Kamikawa (Teshio)
Powiat Kamikawa (jap. 上川郡 (天塩国) Kamikawa-gun (Teshio no kuni)) – powiat w Japonii, w prefekturze Hokkaido, w podprefekturze Kamikawa. W 2024 roku liczył 8500 mieszkańców.

## Miejscowości
- Kenbuchi
- Shimokawa
- Wassamu